# أسينافثين
أسينافثين هي مادة صلبة بلورية عطرية عديمة اللون صيغتها الكيميائية C12H10 و درجة انصهارها 95 درجة سيليزية ودرجة غليانها 278 درجة سيليزية. تستخدم كمادة وسطية عند صناعة الأصباغ.

## الوفرة الطبيعية
يحوي قطران الفحم على أسينافثين بنسبة 0.3% في تركيبه؛ وكان مارسيلان بيرتيلو أول من تمكن من عزله، ثم تمكّن مع باردي من تصطنيعه من تفاعل تحلق 1-ميثيل نفثالين.

## الخواص
مثله مثل الهيدروكربونات العطرية يستطيع الأسينافثين من تشكيل معقدات تناسقية، مثل معقده مع الموليبدنوم.
يؤمّن الاختزال الكيميائي الحصول على الأنيون الجذري أسينافثينليد الصوديوم، والذي يستخدم كمختزل قوي (E = -1.75 V vs NHE).

## الاستخدامات
يستخدم أسينافثين على نطاق واسع في تحضير مركبات أنهيدريد نفثالين ثنائية الكربوكسيل، والتي هي مركبات طليعية للأصبغة والمنصّعات البصرية؛ مثل مركب ثنائي أنهيدريد رباعي كربوكسيليك البيريلين PTCDA، والذي يعد مادة وسطية في تحضير العديد من منتجات الخضب والأصبغة.

## اقرأ أيضاً
- أسينافثوكينون